# 마이크로소프트 빌드

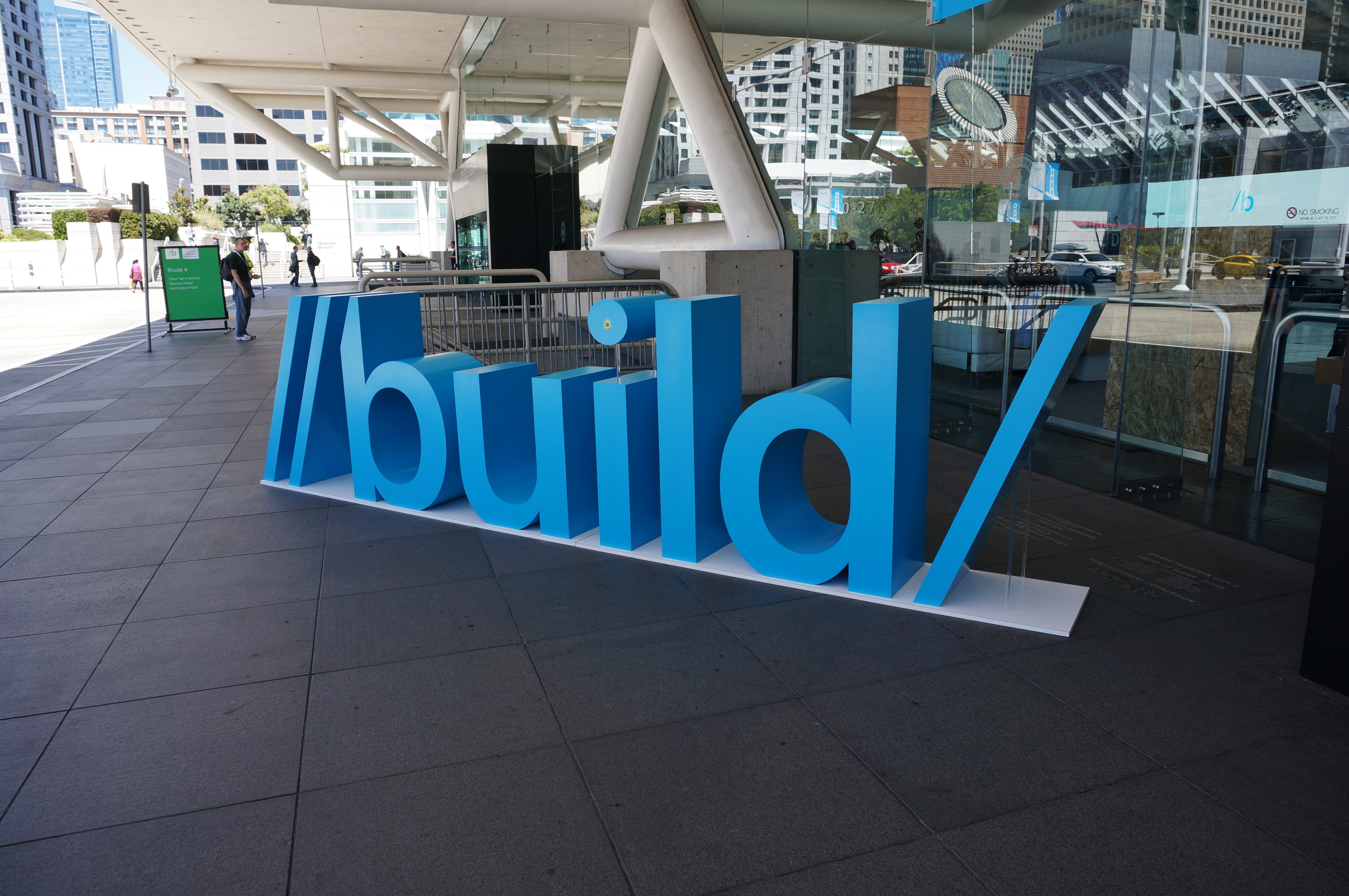
빌드 2013 콘퍼런스

마이크로소프트 빌드(Microsoft Build, 종종 //build/로 표기)는 윈도우, 마이크로소프트 애저 및 기타 마이크로소프트 기술을 사용하는 소프트웨어 엔지니어 및 웹 개발자를 대상으로 마이크로소프트가 개최하는 연례 컨퍼런스 이벤트이다. 2011년 처음 개최된 이 행사는 이전 마이크로소프트 개발자 행사인 Professional Developers Conference(윈도우 운영 체제용 소프트웨어 개발을 다루는 드물게 행사)와 MIX(실버라이트 및 ASP.NET 등 마이크로소프트 기술을 중심으로 한 웹 개발을 다루는 행사)의 후속 행사이다. 참석자 가격은 2015년 $2,095에서 2016년 $2,195로 인상되었다. 2016년 등록 사이트 개설 1분 만에 빠르게 매진되었다.

## 같이 보기
- 마이크로소프트
- 애플 세계 개발자 회의
- 구글 I/O
- 해커톤
- 삼성 개발자 컨퍼런스